# جینسنگ پرویی

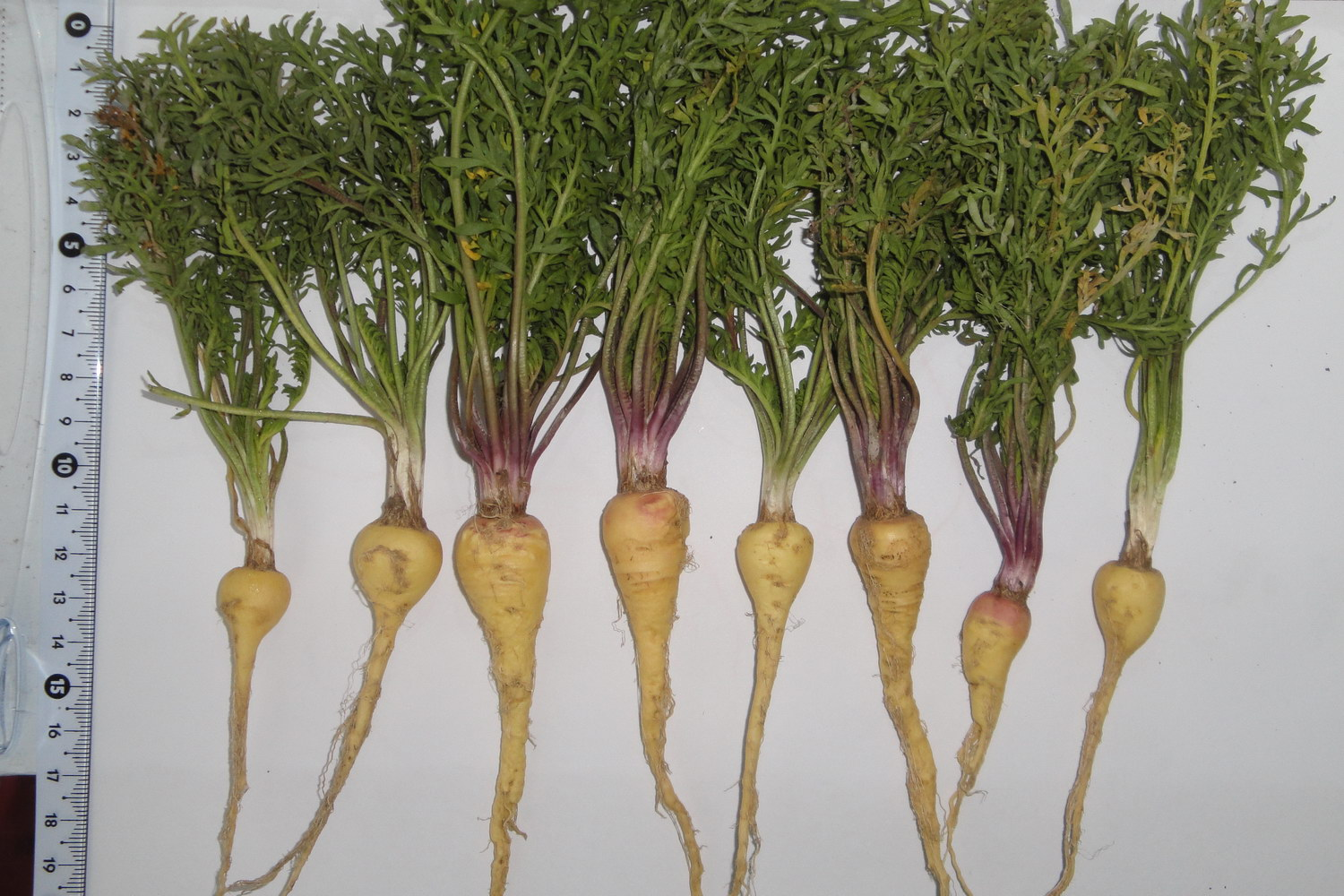
جینسینگ پرویی

جینسینگ پرویی، با نام علمی لپیدیوم میینی، که به ماکا هم شهرت دارد، اثرات زیادی در سلامتی انسان دارد و باعث افزایش قدرت جنسی می‌شود و ناباروری خانم‌ها نیز مقابله می‌کند.

## خواص
- محرک جنسی قوی برای خانم‌ها و آقایان است. این گیاه به تنهایی میل جنسی را افزایش  میدهد.
- مناسب برای اختلالات یا ناتوانی جنسی
- افزایش قدرت باروری
- تنظیم غدد آندوکرین (غدد درون ریز)
- بهبود اختلالات قاعدگی و پریودی‌های دردناک (البته مصرف آن به همراه اسپرولینا)
- بهبود وضعیت زندگی خانم‌های یائسه (کاهش و تسکین حالت گرگرفتگی)
- ضد خستگی برای ورزشکاران، در واقع این گیاه یک داروی انرژی‌زای طبیعی است.[۱]